# Sportschule Ruit

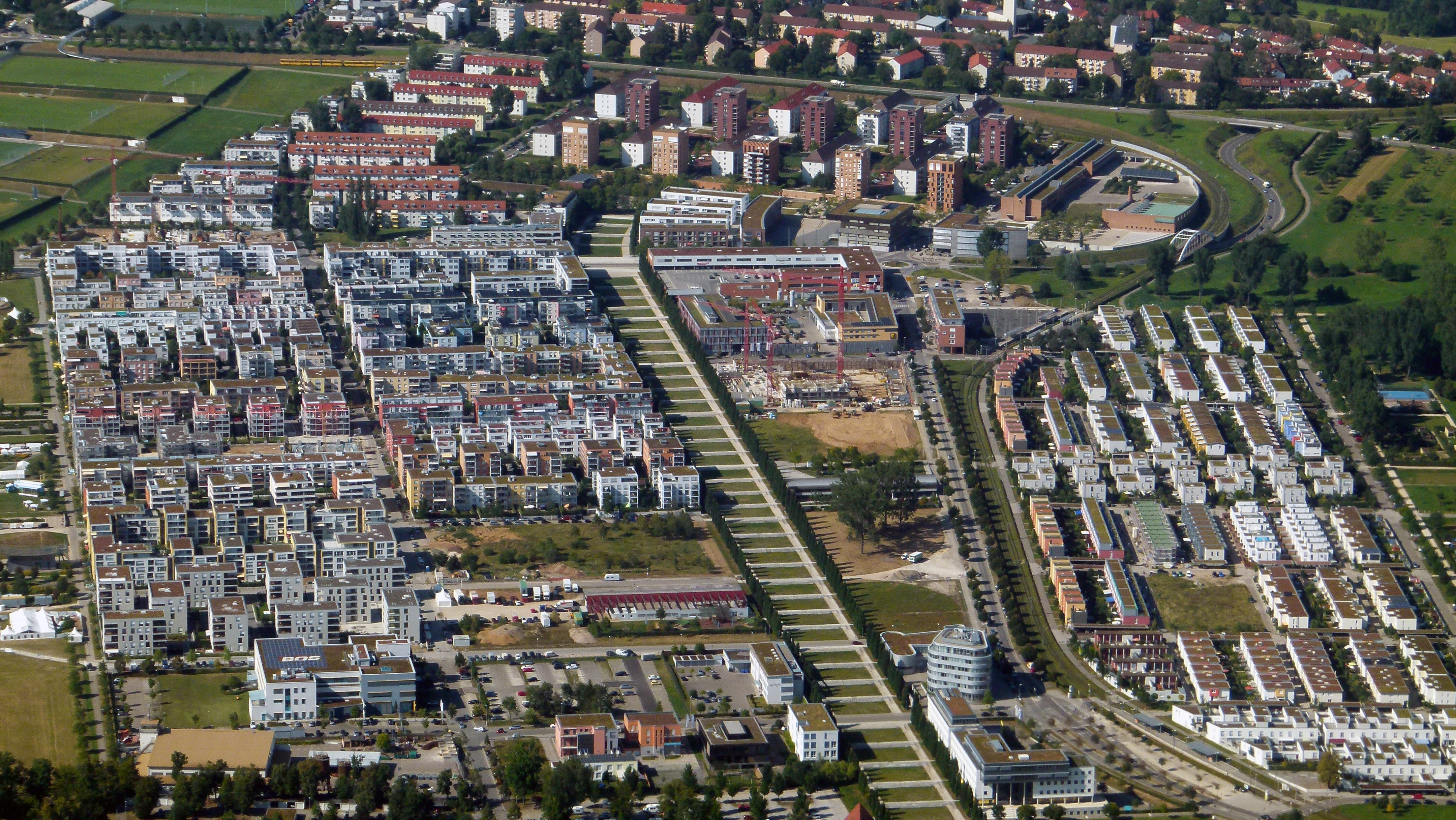
Links oben die Rasenplätze

Die Landessportschule Ruit ist eine der beiden Trainings-, Aus- und Weiterbildungsstätten des Württembergischen Landessportbundes im Stadtteil Ruit von Ostfildern.
Die im Jahr 1948 unter dem Namen Jugend- und Sportleiterschule Ruit gegründete Sportschule, die heute den Namen Landessportschule Ruit trägt, ist ein Zentrum für Leistungs- und Spitzensport, für Ausbildung von Übungsleitern des Breiten- und Freizeitsports und der Leistungssportlichen Talentförderung. Besondere Bedeutung hat sie für den nationalen und internationalen Fußball. Zahlreiche ausländische Nationalmannschaften, die deutschen U-15- bis U-21-Nationalmannschaften sowie Bundesligavereine führen in der Sportschule Trainingslager durch. Die Schule ist Bundesstützpunkt im Trampolin, Außenstelle des Olympiastützpunktes Stuttgart und Landesleistungszentrum für den Boxsport. Sie dient als Trainingszentrum für Spitzensport im Gewichtheben, Basketball, Volleyball, Beach-Volleyball, American Football, Bogenschießen, Badminton, Sportschießen und weiteren Sportarten. Das Angebot umfasst zudem eine Turntalentschule, ein Lehrkräftezentrum sowie Ausbildungskurse zum Erwerb der Fußball-Trainerlizenz.
Auf dem 16,5 Hektar großen Campusgelände befinden 5 Sporthallen und Außenanlagen (Rasenplätze, Kunstrasenplatz, Minispielfeld), diverse Seminarräume und Unterkunftshäuser mit über 110 Ein- und Zweibettzimmern. Die Landessportschule arbeitet unter anderem mit dem Deutschen Olympischen Sportbund und dem Deutschen Fußball-Bund zusammen. Mit 43.000 Übernachtungen pro Jahr ist sie eine der größten Sportschulen Deutschlands.